# Meral Okay
Meral Okay, eredeti nevén Meral Katı (Ankara, 1959. szeptember 20. – Isztambul, 2012. április 9.) török forgatókönyvíró, színész, producer, a Szulejmán című török történelmi televíziós sorozat megalkotója.

## Biográfia
Egy katonai bíró második gyermekeként született, és gyermekkorában bejárta Törökországot, így apja állandóan változó szolgálati állomáshelyei miatt sokat költözött családjával. Miután befejezte a középiskolát Ankarában, dolgozni kezdett a kormány alá rendelt Mezőgazdasági Hivatalnál (Toprak Mahsulleri Ofisi, TMO).
Az 1980. szeptember 12-i katonai puccs időszakában a Török Munkáspárt (Türkiye İşçi Partisi, rövidítve: TİP) és a munkahelyi szakszervezet szóvivője volt.
1983-ban Isztambulba költözött és munkát vállalt a Günaydın napilapnál, később a Murat Belge által, 1982-ben alapított, baloldali İletişim Yayınları kiadónál dolgozott, majd a török Playboy magazin létrehozásában vállalt szerepet. Ebben az időszakban Sezen Aksu török énekesnő számára is írt dalszövegeket.
1984-ben férjhez ment Yaman Okay török színészhez, akit még korábban Ankarából ismert.
A Második tavasz (İkinci Bahar) c. sorozattal vált ismertté.
A Szulejmán televíziós sorozat forgatókönyvének megalkotása hozta számára a nagy anyagi és erkölcsi sikert.
Férje, Yaman Okay 1993-ban, 41 éves korában hasnyálmirigyrákban halt meg.
2011 nyarán tüdőrákot diagnosztizáltak nála, és 52 évesen, 2012. április 9-én a betegsége kapcsán fellépett komplikációkban hunyt el. A Bebek mecsetben történt vallási búcsúztatást követően, férje mellé a Zincirlikuyu temetőben helyezték örök nyugalomra.
Szóbeli végrendeletében minden örökségét az Aziz Nesin Alapítvány által fenntartott Nesin Matematika Falunak adományozta.

## Fordítás
- Ez a szócikk részben vagy egészben  a   Meral Okay című török Wikipédia-szócikk fordításán alapul.  Az eredeti cikk szerkesztőit annak laptörténete sorolja fel. Ez a jelzés csupán a megfogalmazás eredetét és a szerzői jogokat jelzi, nem szolgál a cikkben szereplő információk forrásmegjelöléseként.
- Ez a szócikk részben vagy egészben  a   Meral Okay című angol Wikipédia-szócikk fordításán alapul.  Az eredeti cikk szerkesztőit annak laptörténete sorolja fel. Ez a jelzés csupán a megfogalmazás eredetét és a szerzői jogokat jelzi, nem szolgál a cikkben szereplő információk forrásmegjelöléseként.